# Giovanni Cavalcanti (storico)
Giovanni Cavalcanti (Firenze, 1381 – 1450 circa) è stato uno storico italiano.

## Biografia
Giovanni, membro della famiglia Cavalcanti come il famoso poeta Guido, fu autore delle Istorie fiorentine, composte in carcere, dove fu rinchiuso per non aver pagato le imposte. L'opera è organizzata in quattordici libri e abbraccia l'arco cronologico 1423-1440. Una volta scarcerato redasse una Seconda storia, conosciuta anche come Nuova opera, di ottantotto capitoli, nella quale proseguiva la narrazione delle Istorie per il settennio 1440-'47. Dal testo si desume una posizione antimedicea e repubblicana.
Di Giovanni ci è pervenuto anche il Trattato di politica, opera dove affronta il tema del governo "di sé, della famiglia e della città".